# Pásty Júlia
Pásty Júlia (írói álneve Jusztin Harsona) (Apatin, 1944. június 6. –) Bródy Sándor-díjas vajdasági-szegedi magyar írónő. A vajdasági és a szegedi író munkássága Tömörkény István és a 20. századi népi írók stílusának modern folytatója.

## Élete és munkássága
Apatinban, a volt magyarországi területen született, később ez a volt Jugoszlávia, ma Szerbia. 1993 óta él Szegeden, bekapcsolódott a szegedi irodalmi vérkeringésbe, fiatal írók és költők (Rusz Sándor (1972-2010), Simon Adri, Szabó Pál, Turi Tímea) pártfogója.
Első regényéből, a Naplómmal kettesben címűből 45 perces film készült 2001-ben. A regény egy börtönben sínylődő fiatalember édesanyjának küzdelmeit beszéli el, hogyan igyekszik fiát ellátni jó ügyvéddel, házi ételekkel, s mindennel, amit csak a fiú kíván. Az anya is szeretné élni a maga életét közben, de a fiát egy pillanatra sem tudja elengedni. A fiú két év múltán szabadul, s elköltözik anyjától, ez az élet rendje, de itt a szegedi nagy tájon erősebb a ragaszkodás, nehéz szárnyukra engedni a gyermekeket.
Második regénye, a Szülőföldtelenül rendszeresen mintegy tudósít arról, hogyan élte meg a vajdasági magyarság a délszláv háborút. Megtudhatjuk e kötetből, mi is volt itt, közvetlenül a magyar határtól délre. A polgárháború borzalmai, következményei teljesen feldúlták a lakosság korábbi életrendjét.

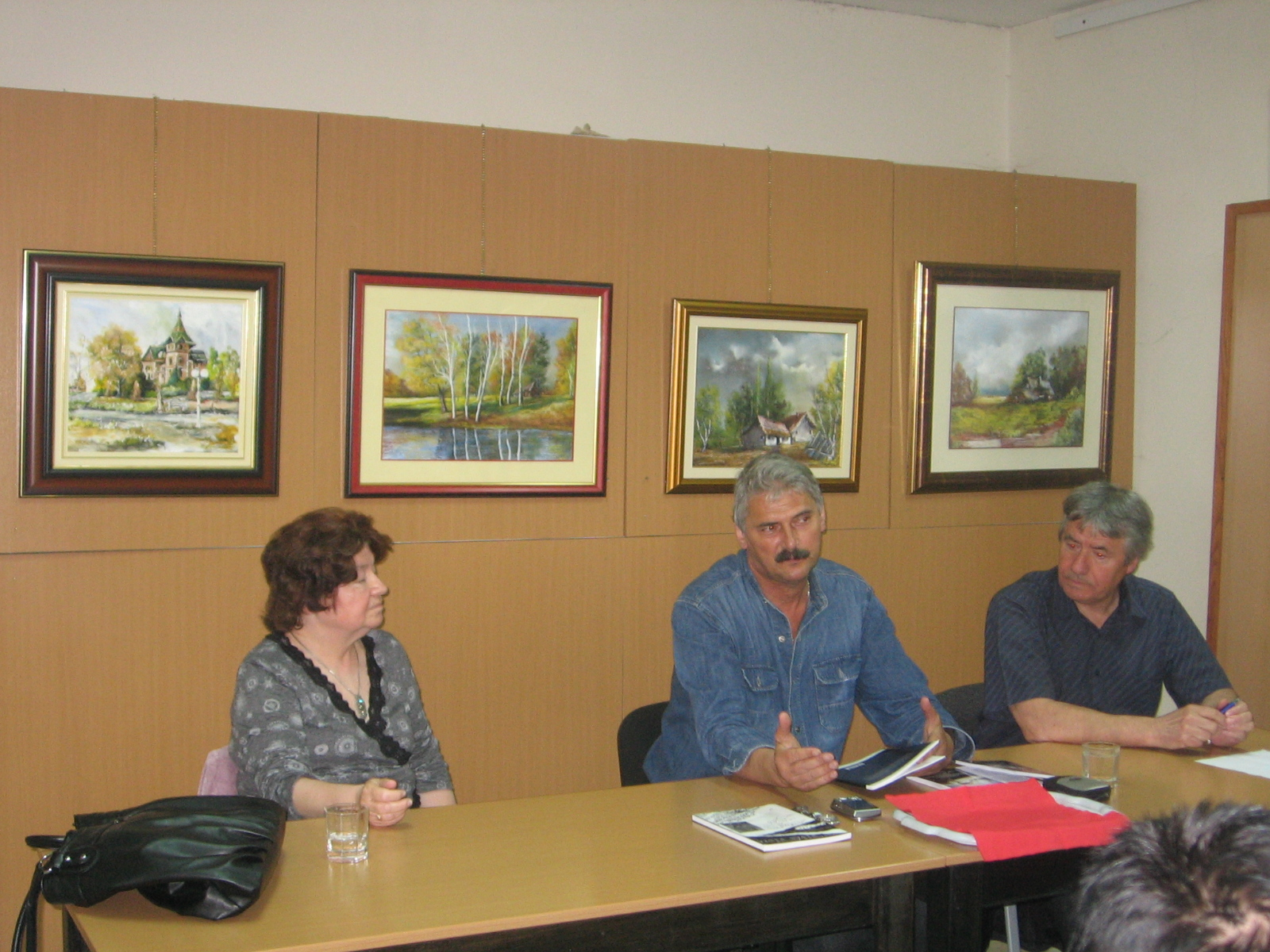
Palicsi irodalmi est, balról jobbra Pásty Júlia, Veszelka Attila író, Kisimre Ferenc publicista (2010)

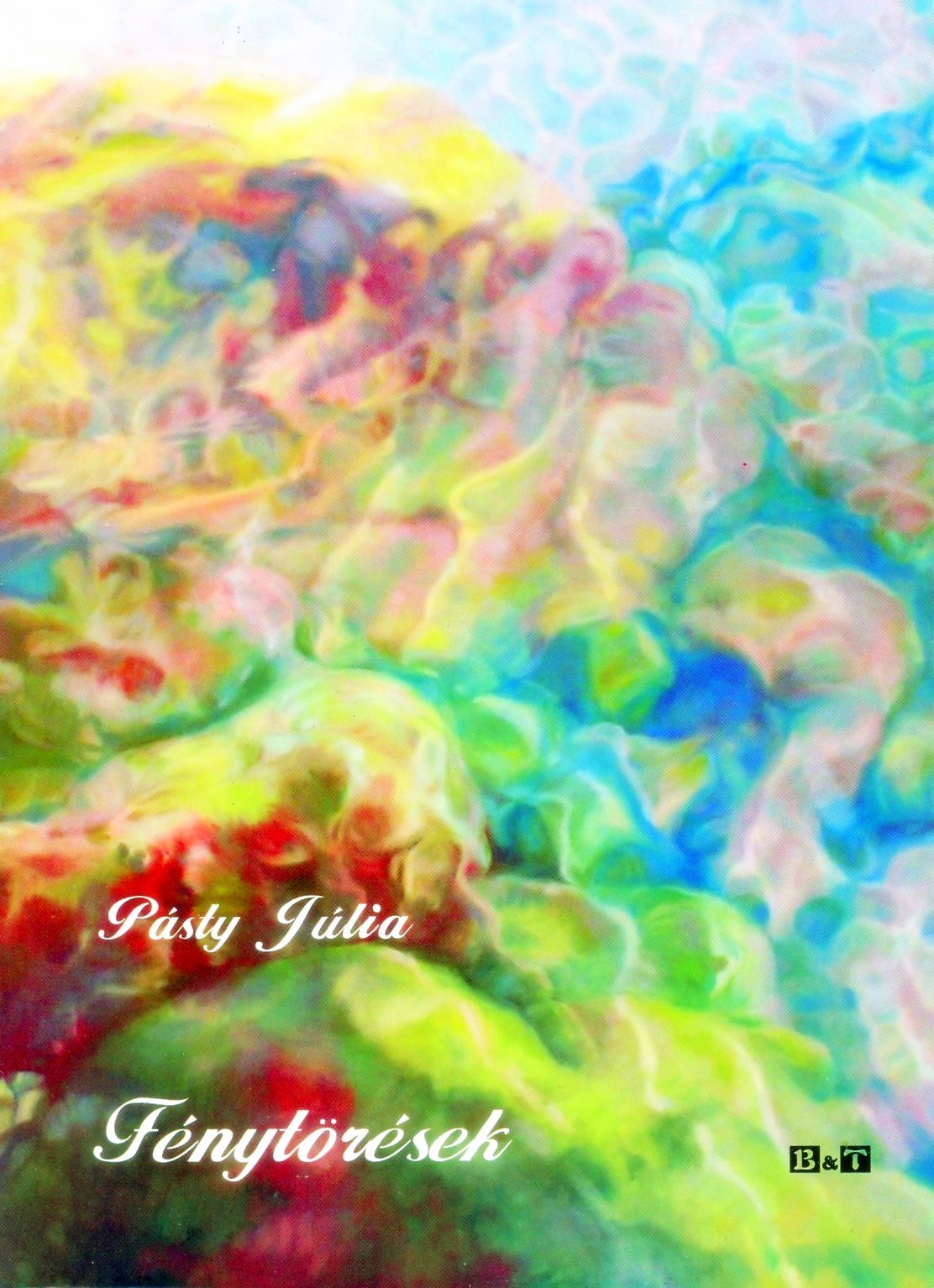
Fénytörések (2010)

Harmadik kötete a Belvárosi életképek, melyben egy éven át a hónapok minden napján megfigyelte, nagyító alá vette, leírta Szeged főutcájának, központi tereinek életét tizenöt évvel a rendszerváltás után. Az írónő csak szemlélődik és megfigyel. Mindössze puszta megfigyeléseit adja közre, de mégis az ő Vajdaságból áttelepült friss szemén keresztül érzékelhetjük, megszűnt a kommunista szürke belváros, egy nagyobbacska kapitalista belváros bontakozott ki mindössze másfél évtized alatt.
Legjelentősebb műve negyedikként megjelent kötete, az Acita című önéletrajzi regény. Egy asszony életéről szól, küzdelmeiről gyermekeiért, férjéért, a nők tradicionális elnyomatása ellen is. Ebből a kötetből is kiolvasható az egész nagy táj konzervativizmusa, de a hagyományos túlélési technikák is. Ahogyan Tömörkény István novelláiban benne van a századforduló szegedi nagy tájának élete, küzdelme, nyomorúsága, ugyanezt tükrözi az Acita 100 évvel később.
Ötödikként megjelent kötete, a Vágyak és ösztönök című abszurdig vitt cselekmény tükrében mutatja be a szobakiadók és az albérlők gazdasági kényszertől vezérelt üzleti és emberi kapcsolatait.
Elbeszéléseit rendszeresen közli a Szegedtől Szegedig antológia 1998-tól minden évben, legfrissebben Kínos küzdelem c. elbeszélése jelent meg 2008-ban és Boltok félhomálya című regénye, amelyet mind a budapesti, mind a szegedi könyvhéten bemutattak.
A boltok félhomálya, hatodikként megjelent kötete Zöldike, a kiszolgáltatott alkalmazott történetén keresztül a kisvállalkozók és az ő alkalmazottaik együttműködésébe enged bepillantást.
2009-ben Kivándorlók című elbeszélése keltett figyelmet. Bárhol van az ember Európában, a háború (jugoszláv polgárháború) elől tán elmenekülhet, de a gazdasági válság, a megélhetési nehézségek mindenütt elérik, a fejlett Németországban is. Erős családi összetartás, küzdeni akarás kell a nehézségek átvészeléséhez. S ezt a súlyos mondanivalót Pásty egy szimpla családtörténet vázlatos illusztrálásával közvetíti felénk, könnyedén, barátságosan, kedvesen, mesélve. Itt már inkább Mikszáth Kálmán vagy Móricz Zsigmond hatása érezhető, nem annyira Tömörkény Istváné.
Írásait rangos szakmai orgánumok adták közre (Alföld, Napút, PoLísz, Tekintet). A szegedi Tiszatáj szerkesztői csak nagyon későn kezdték méltányolni az ő tehetséges alkotásait.
Hetedik önálló kötetének, a Fénytörések címűnek bemutatója 2010. június 10-én volt a szegedi Somogyi Könyvtárban, számosan jöttek el szegedi olvasói, de voltak itt a Vajdaságból is. A könyvbemutató házigazdája Kisimre Ferenc publicista volt. Az olvasók megismerkedhettek a könyv keletkezéstörténetének műhelytitkaival. Kabdebó Tamásnál töltött írországi tapasztalatairól is részben ebben a könyvben számolt be az írónő, de a könyvbemutatón az írónőtől szóban bővebben is képet kaphattak az olvasók a magyarországi és az írországi életforma, életfelfogás különbözőségeiről.
Hét önálló kötete jelent meg 1999-től 2010-ig. A Szegedtől Szegedig antológia : 1998-2013 folyamatosan minden évben közreadott Pásty Júlia novellákat, elbeszéléseket. Könyvkiadásait támogatja:
- Szegedért Alapítvány 2006
- Művészeti alkotói támogatás 2007
- Szegedért Alapítvány 2010

Budapesten, Szegeden, s szülőföldjén is irodalmi estek szívesen látott vendége. Lebilincselő történetei, kiapadhatatlan mesélő kedve magával ragadja az olvasót. Nem pusztán a „cifra nyomorúság” megható és optimista történeteit foglalják magukban írásai, hanem a vajdasági kisebbségben élő magyarság sorsát otthon és ideát, a nőknek a szerb háború előtti és alatti sorsát, a „szegedi nagy táj” (Bálint Sándor nyomán értelmezve) régiójának életformáját, küzdelmeit.
2013. július 29-én a Szegedi Közéleti Kávéházban az Íróarcok Szegeden című sorozat keretében találkozott újra olvasóival, házigazda Dr. Majzik István, a Bába Nyomda és Könyvkiadó vezetője. Helyszín: Somogyi-könyvtár.
2015. április 14-én volt Pásty Júlia legújabb novelláskötetének, a Zsigeri közelségben címűnek a bemutatója a Somogyi-könyvtár zenetermében, az írónő nagyon sok tisztelője és olvasója jelent meg a könyvbemutatón, bizony igen kicsi lett a zeneterem, még a zongora-széken is ültek. A kötet őszintesége, szociografikus leírásai bilincselik le leginkább az olvasót, amelyet már korábbi köteteiből is ismerünk, ami a kötetben is és az élő írónőben is megható az a szülőföld (Vajdaság) és Szeged ismerete és szeretete.
2015 december 9-én újból a palicsi Könyvtárban találkozott olvasóival, itt is nagy szeretettel fogadták a Zsigeri közelségben című kötetének bemutatóját. Pásty Júlia a szegedi nagy tájba tartozik határokon innen és túl. Nem elválaszt, hanem összeköt. Pásty Júlia szívesen látott vendége az évente megrendezett Budapesti Nemzetközi Könyvfesztiváloknak is. Hazai lapokon kívül az újvidéki Magyar Szó, a szabadkai Hét Nap is méltatta írói munkásságát. Számos kötete olvasható a Magyar Elektronikus Könyvtárban.

## Művészete
Guy de Maupassant 1883-ban írta meg az Egy asszony élete (Une vie) c. regényét, több mint egy és negyed századdal később az európai és a közép-európai térségben általánossá vált, hogy egy asszony egymaga neveli fel gyermekét vagy gyermekeit, erről szól Pásty Júlia eddig megjelent hét kötete, ez nálunk gyakran egy asszony élete. Pásty Júlia regényciklusának az Egy asszony élete címet adhatnánk. Szervesen beleillik az Életképek c. alkotás is, hiszen a Szegeden megtelepedő vajdasági asszony szemével látjuk Szeged belvárosának minden napjait, lüktetését. Látjuk a jól öltözötteket, az öregeket, a fiatalokat, a gyermekeket, a kábítószereseket, a zsebtolvajokat, a hajléktalanokat, a koldusokat, Pásty Júlia nem kommentál, de a megfigyelései pontosak.
Naplómmal kettesben című regényét Bródy Sándor-díjjal jutalmazták, a díj átadására 2000. december 8-án, pénteken 19 órakor került sor a Centrál Kávéházban (Budapest, V. kerület, Károlyi Mihály u. 9.). A mai szegedi írók, költők közt ő az egyetlen, aki budapesti kitüntetést kapott.
A Bródy Sándor Alapítvány 1995 óta minden esztendőben kiosztotta a díjat, 1995 és 2011 közt díjazottak díjnyertes műveinek címei és szerzői megtalálhatók a Bródy Sándor Alapítvány honlapján.

## Kötetei

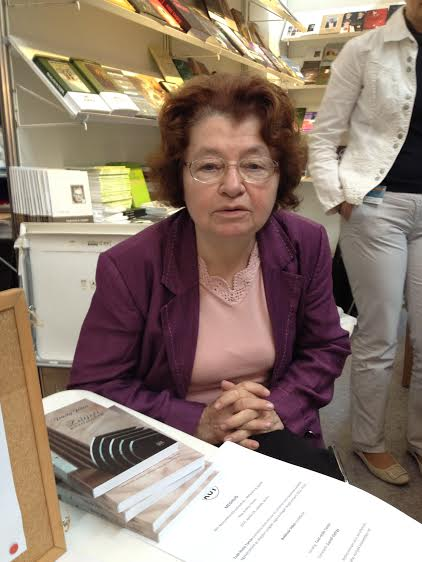
Pásty Júlia a 22. Budapesti Nemzetközi Könyvfesztiválon (2015)

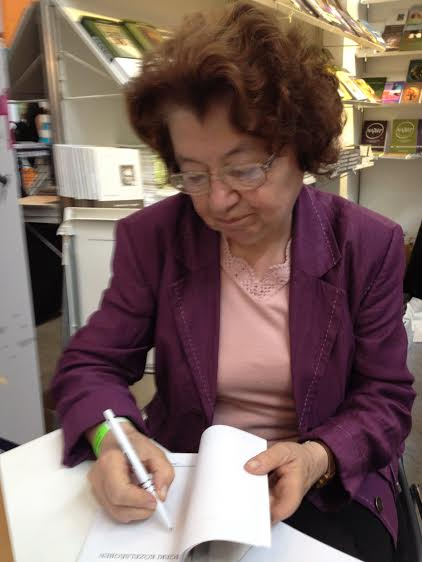
Pásty Júlia dedikálja Zsigeri közelségben c. novelláskötetét (2015)

- Naplómmal kettesben : napló-regény[7] (1999)[8]
- Szülőföldtelenül : regény[9] (2000)[10]
- Belvárosi életképek : útikönyv (2005)[11]
- Acita : önéletrajzi regény (2006)[12]
- Vágyak és ösztönök : kisregény (2007)[13]
- Boltok félhomálya : kisregény (2008)[14]
- Fénytörések: regény (2010)[15]
- Zsigeri közelségben (novelláskötet). Budapest; Napkút Kiadó, (2015). 206 p. ISBN 978 963 263 458 6[16] (A könyv bemutatója 2015 április 14-én 16 órakor volt Szegeden a Somogyi-könyvtárban.)
- Árnylelkek; Kráter, Pomáz, 2018
- Furcsa fivérek; Cédrus Művészeti Alapítvány, Budapest, 2024

## Elbeszéléseiből, novelláiból, verseiből
- Kivándorlók : elbeszélés 2009[17]
- A férfi (2010)[18]
- Három fivér : elbeszélés (2012)[19]
- Elviszi a halál :vers. Nemzetőr (München), 2013 decemberi ünnepi szám
- Mogyorógyűjtés : novella. Napút folyóirat, 2014. január-február, 21-28. p
- Szkájpolók : novella. (2014)[20]
- Panelház : novella. (2015) In: Zsigeri közelségben című kötet, i. m. 193-203. p.

## Társasági tagság
- Írók Szakszervezete (Budapest)
- Szegedi Írók Társasága (alelnök 2013 decembertől)[21]
- Szegedi Szilánkok

## Díjak, elismerések
- Bródy Sándor-díj (2000)
- Veres Péter pályázat helyezettje (2004, 2005)
- Veres Péter pályázat II. díja (2006)
- A Szegedért Alapítvány támogatta Acita című könyvének kiadását (2006)
- Szeged Megyei Jogú Város művészeti alkotói támogatása (2007)
- A Szegedért Alapítvány támogatta a Fénytörések című könyvének kiadását (2010)
- A Cédrus Művészeti Alapítvány beválogatta a legjobb prózaírók közé (2012)[22]
- Napút-díj (2014)
- Örökifjú különdíj (Terézanyu pályázat, 2014. május 9.)
- Szeged Megyei Jogú Város művészeti alkotói támogatás (2014. május 22.)
- NKA alkotói támogatás Árnylények című kötetének megírására
- Szeged Megyei Jogú Város művészeti alkotói támogatás 2018.május 17.[23]